# Gélacourt
Ne doit pas être confondu avec Gélaucourt.
Gélacourt est une commune française située dans le département de Meurthe-et-Moselle, en région Grand Est.

## Géographie
Le territoire de la commune est limitrophe de 4 communes. 
| Azerailles |           | Brouviller |
|            | Gélacourt |            |
|            | Baccarat  | Merviller  |

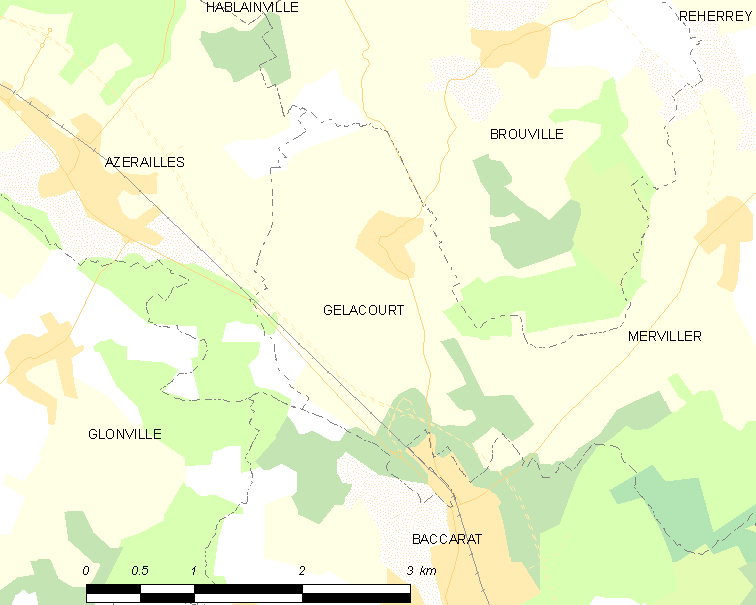
Carte de la commune.
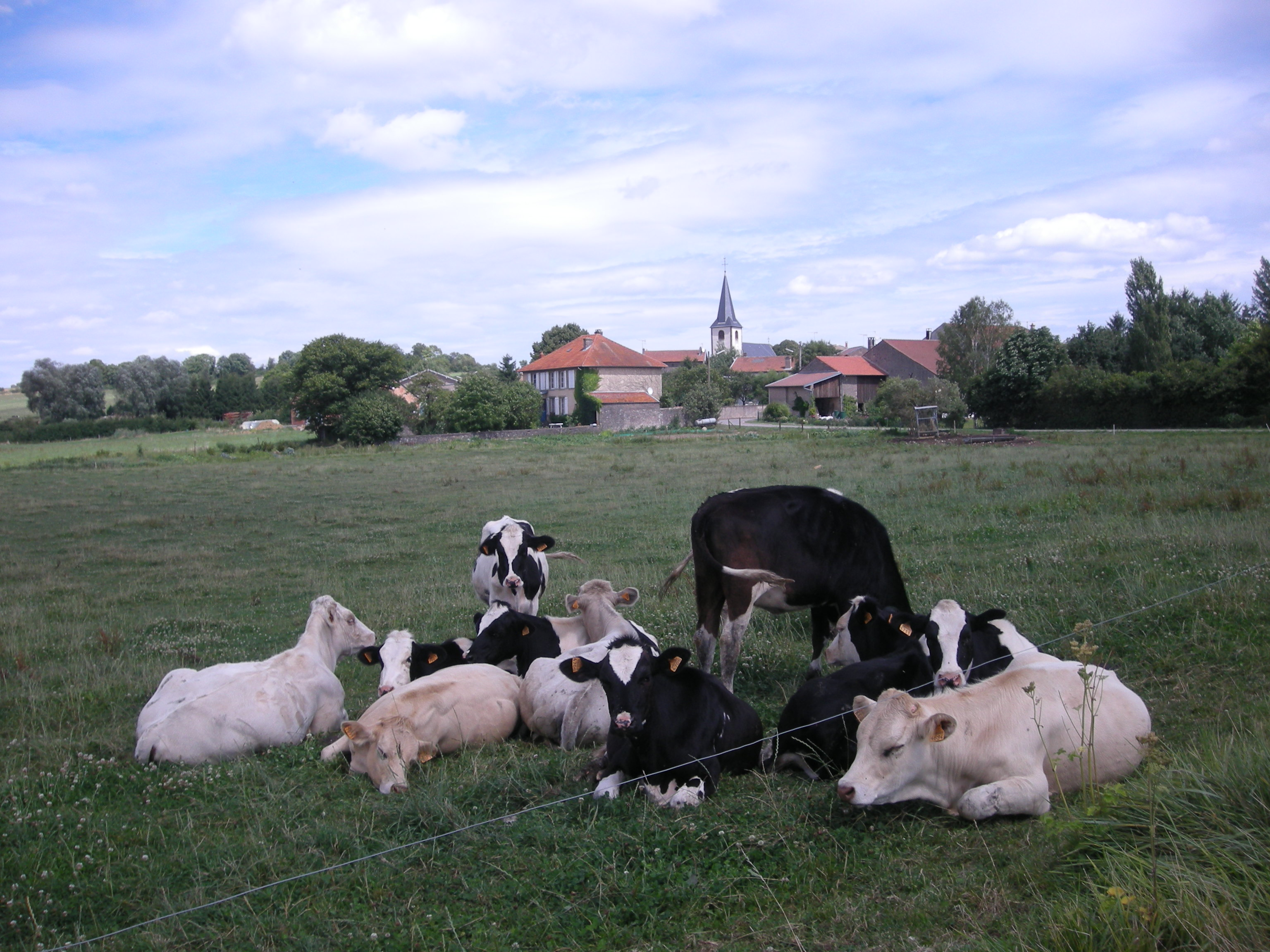
Vue générale de Gélacourt.
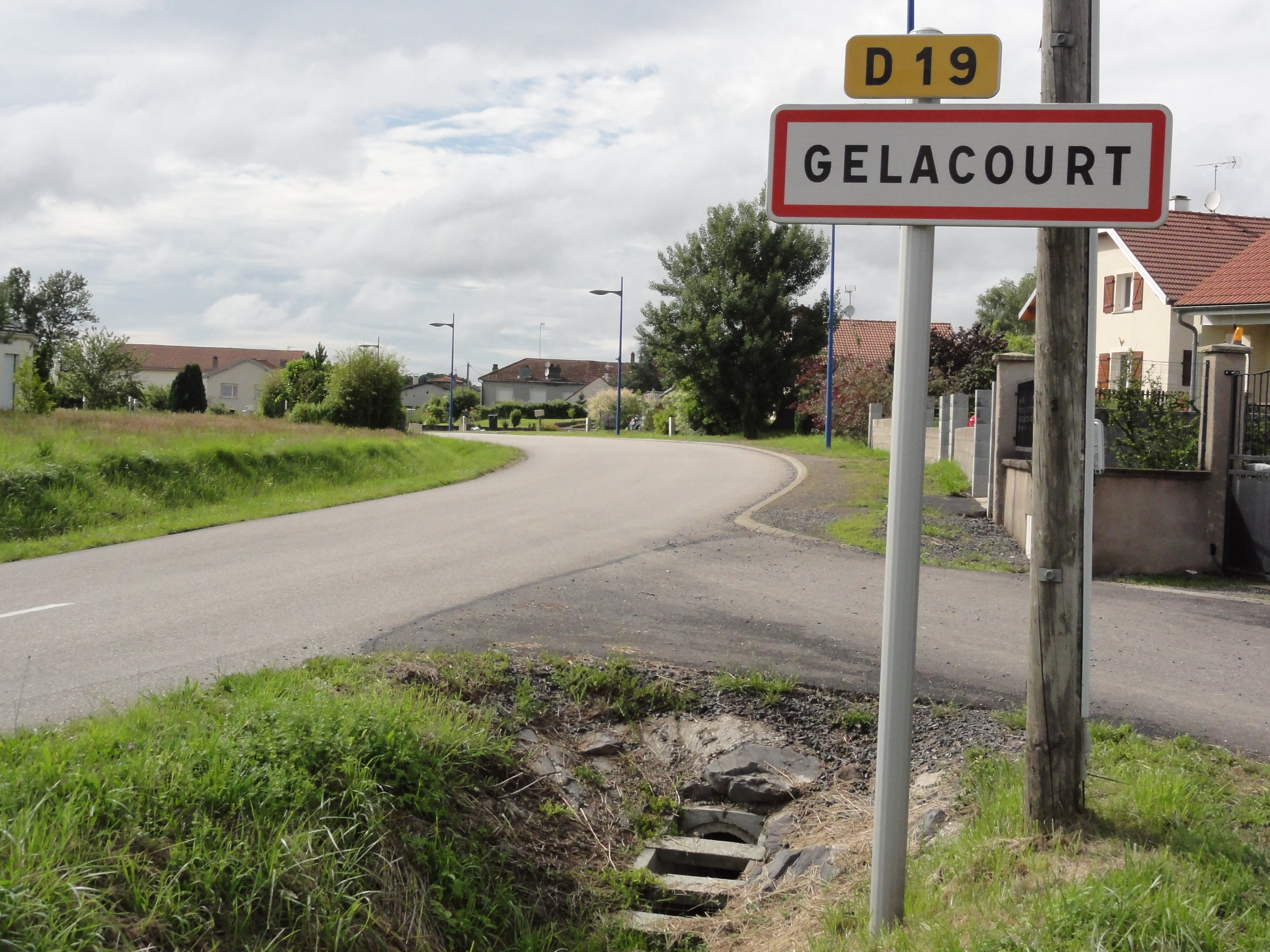
Entrée de Gélacourt.
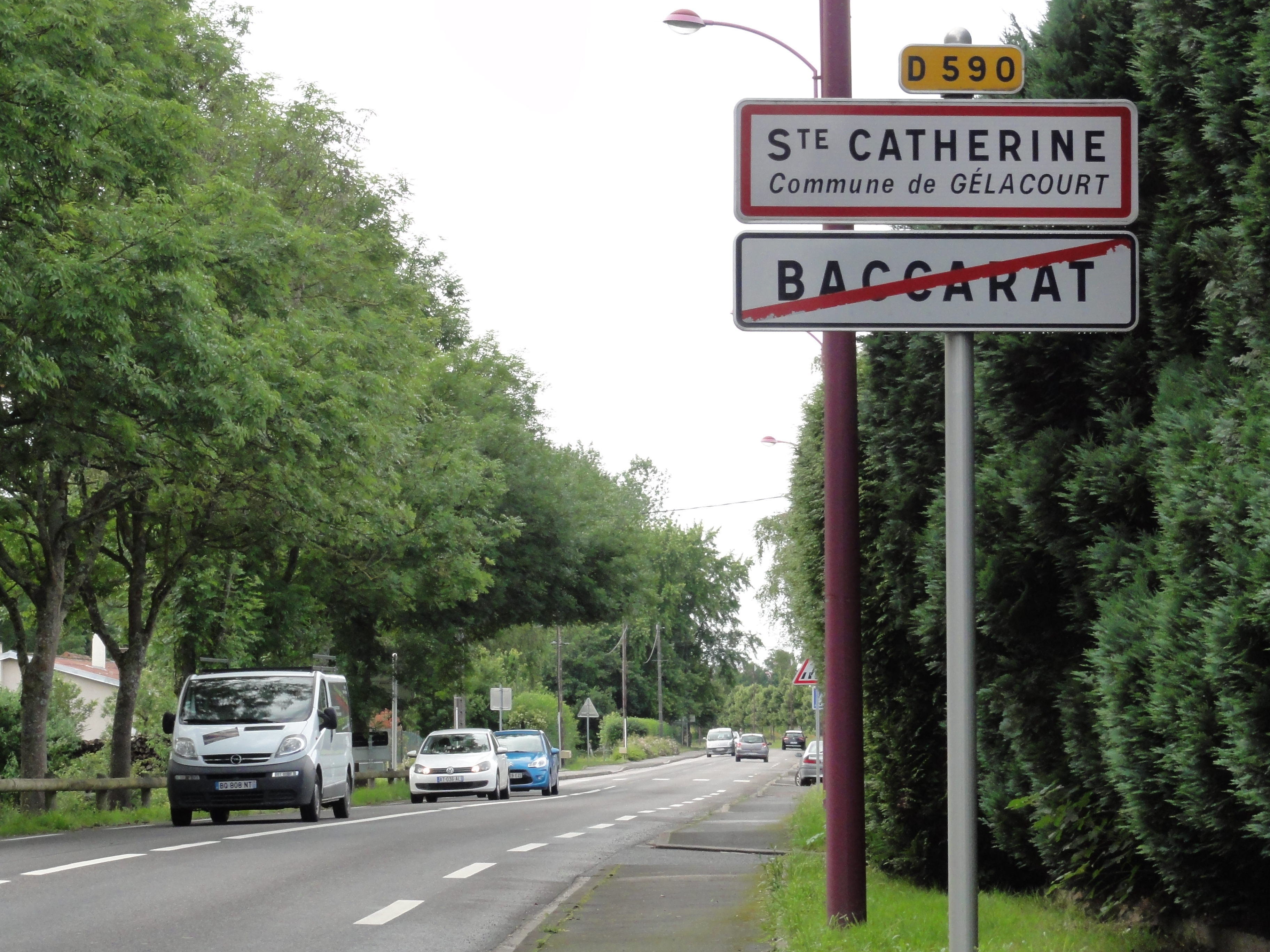
Entrée de Sainte-Catherine.

### Hydrographie
La commune est dans le bassin versant du Rhin au sein du bassin Rhin-Meuse. Elle est drainée par la Meurthe, le ruisseau de la Ferme de Mazerule, le ruisseau du Bois des Aulnees et le ruisseau le Flacourt,.
La Meurthe, d'une longueur de 161 km, prend sa source dans la commune du Valtin et se jette  dans la Moselle à Pompey, après avoir traversé 53 communes. 

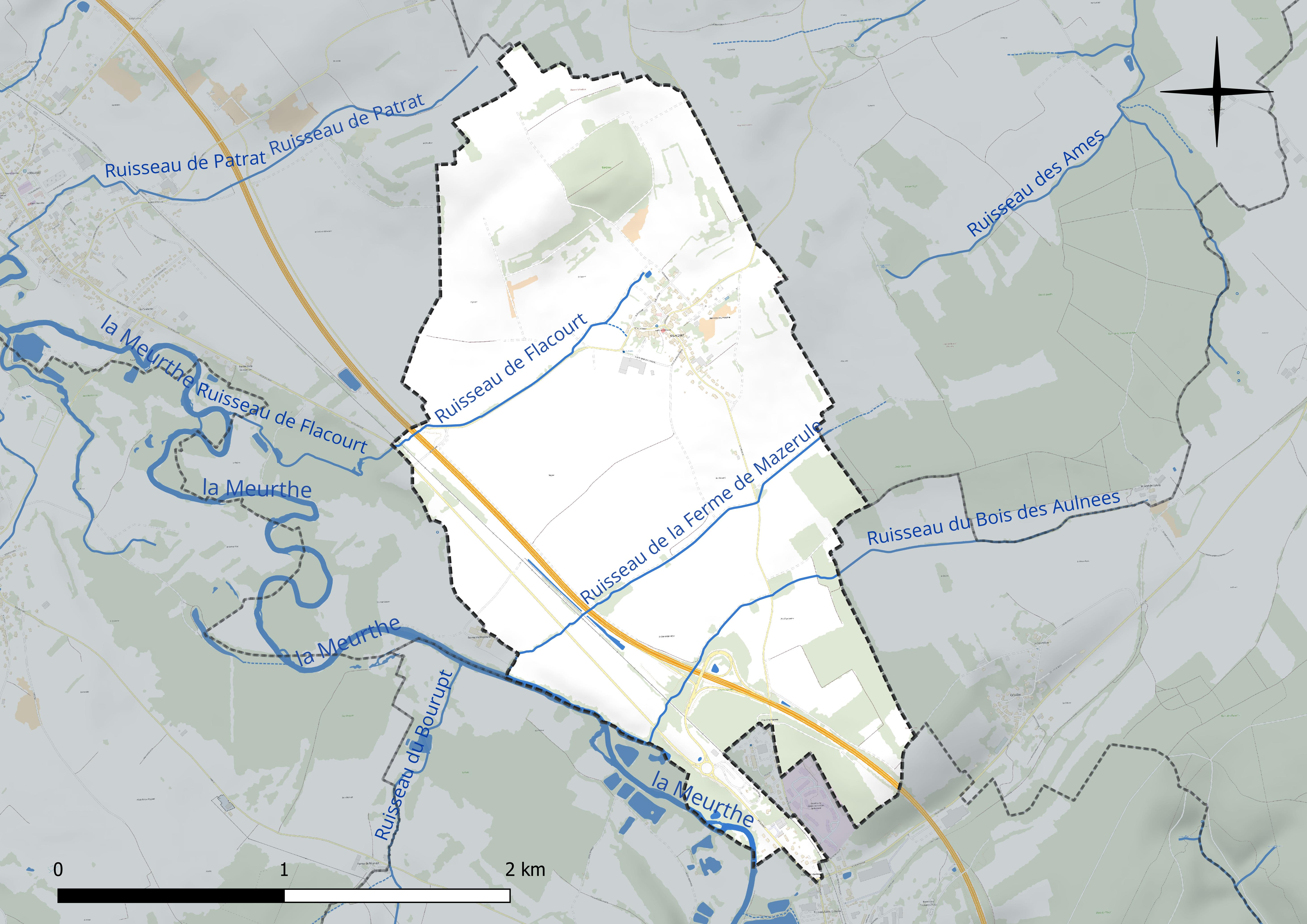
Réseau hydrographique de Gélacourt.

### Climat
Pour des articles plus généraux, voir Climat du Grand Est et Climat de Meurthe-et-Moselle.
En 2010, le climat de la commune est de type climat des marges montargnardes, selon une étude du Centre national de la recherche scientifique s'appuyant sur une série de données couvrant la période 1971-2000. En 2020, Météo-France publie une typologie des climats de la France métropolitaine dans laquelle la commune est exposée à un climat semi-continental et est dans la région climatique  Vosges, caractérisée par une pluviométrie très élevée (1 500 à 2 000 mm/an) en toutes saisons et un hiver rude (moins de 1 °C). 
Pour la période 1971-2000, la température annuelle moyenne est de 9,7 °C, avec une amplitude thermique annuelle de 17,1 °C. Le cumul annuel moyen de précipitations est de 967 mm, avec 12,3 jours de précipitations en janvier et 10 jours en juillet. Pour la période 1991-2020, la température moyenne annuelle observée sur la station météorologique de Météo-France la plus proche, « St Maurice », sur la commune de Saint-Maurice-aux-Forges à 9 km à vol d'oiseau, est de 10,5 °C et le cumul annuel moyen de précipitations est de 837,4 mm. 
La température maximale relevée sur cette station est de 39,2 °C, atteinte le 25 juillet 2019 ; la température minimale est de −19,9 °C, atteinte le 1er mars 2005,,. 
Les paramètres climatiques de la commune ont été estimés pour le milieu du siècle (2041-2070) selon différents scénarios d'émission de gaz à effet de serre à partir des nouvelles projections climatiques de référence DRIAS-2020. Ils sont consultables sur un site dédié publié par Météo-France en novembre 2022.

## Urbanisme

### Typologie
Au 1er janvier 2024, Gélacourt est catégorisée commune rurale à habitat dispersé, selon la nouvelle grille communale de densité à sept niveaux définie par l'Insee en 2022.
Elle est située hors unité urbaine. Par ailleurs la commune fait partie de l'aire d'attraction de Baccarat, dont elle est une commune de la couronne,. Cette aire, qui regroupe 13 communes, est catégorisée dans les aires de moins de 50 000 habitants,.

### Occupation des sols
L'occupation des sols de la commune, telle qu'elle ressort de la base de données européenne d’occupation biophysique des sols Corine Land Cover (CLC), est marquée par l'importance des territoires agricoles (79,7 % en 2018), une proportion sensiblement équivalente à celle de 1990 (80,1 %). La répartition détaillée en 2018 est la suivante : terres arables (75 %), forêts (13,4 %), zones urbanisées (6,9 %), zones agricoles hétérogènes (2,9 %), prairies (1,8 %). L'évolution de l’occupation des sols de la commune et de ses infrastructures peut être observée sur les différentes représentations cartographiques du territoire : la carte de Cassini (XVIIIe siècle), la carte d'état-major (1820-1866) et les cartes ou photos aériennes de l'IGN pour la période actuelle (1950 à aujourd'hui).

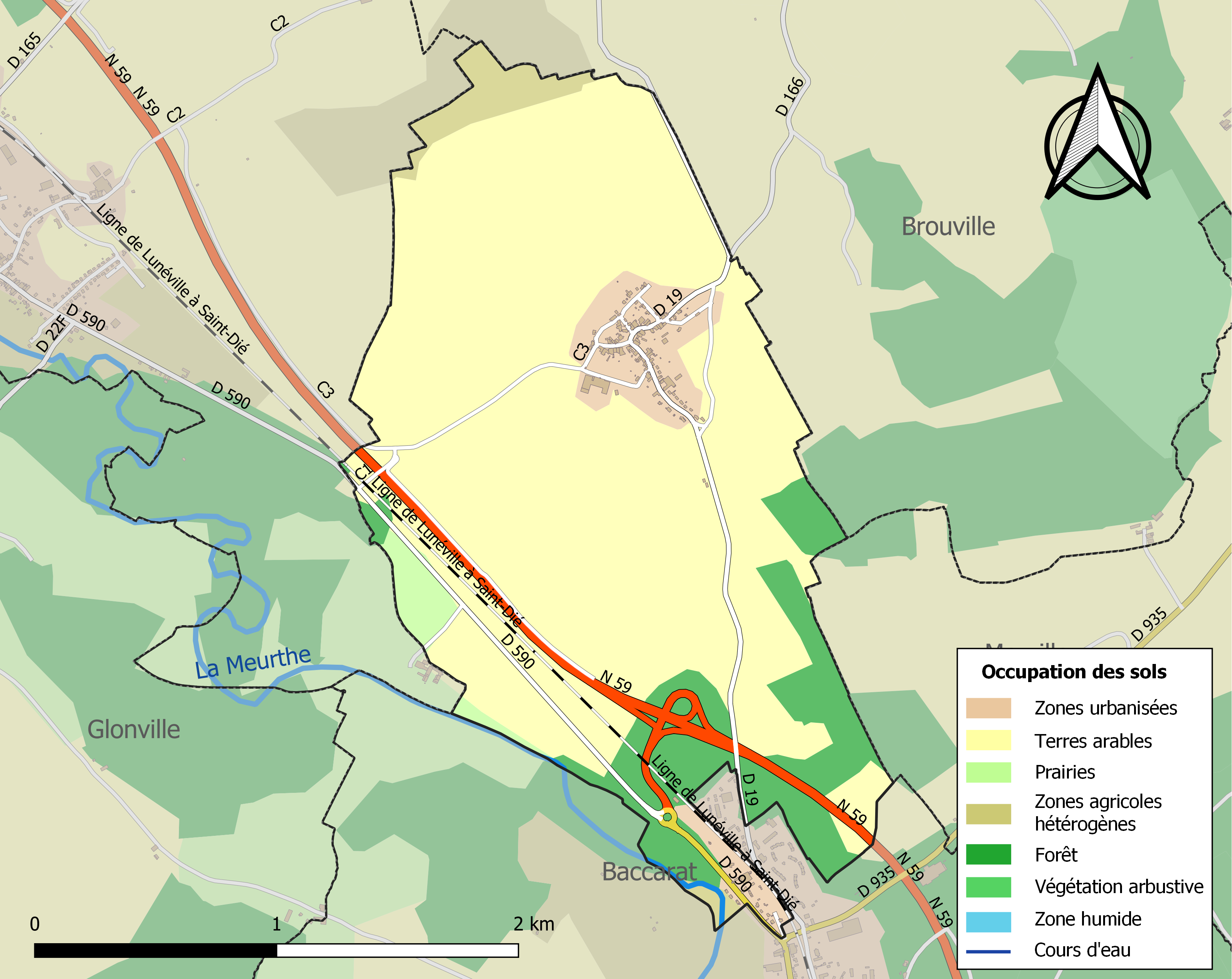
Carte des infrastructures et de l'occupation des sols de la commune en 2018 (CLC).

## Toponymie
Le nom de la localité est attesté sous les formes Gerardus de Gislacurt (1137) ; Sellacort ; Gillacourt (1282) ; Gillarcort (1295) ; Gillacort, Gyllacort (1300) ; Gellacort (1301) ; Gellaicort (1315) ; Gellacourt, Gellaucourt (1324) ; Jaillaicourt (1345).

## Politique et administration
| Période                                  | Période                   | Identité                                     | Étiquette | Qualité                           |
| ---------------------------------------- | ------------------------- | -------------------------------------------- | --------- | --------------------------------- |
| Les données manquantes sont à compléter. |                           |                                              |           |                                   |
| mars 1989                                | En cours (au 23 mai 2020) | Alain Thiery, Réélu pour le mandat 2020-2026 |           | Ancienne profession intermédiaire |

## Population et société

### Démographie
L'évolution du nombre d'habitants est connue à travers les recensements de la population effectués dans la commune depuis 1793. Pour les communes de moins de 10 000 habitants, une enquête de recensement portant sur toute la population est réalisée tous les cinq ans, les populations de référence des années intermédiaires étant quant à elles estimées par interpolation ou extrapolation. Pour la commune, le premier recensement exhaustif entrant dans le cadre du nouveau dispositif a été réalisé en 2007.

En 2022, la commune comptait 184 habitants, en évolution de +9,52 % par rapport à 2016 (Meurthe-et-Moselle : −0,13 %, France hors Mayotte : +2,11 %).
| 1793 | 1800 | 1806 | 1821 | 1831 | 1836 | 1841 | 1846 | 1851 |
| ---- | ---- | ---- | ---- | ---- | ---- | ---- | ---- | ---- |
| 202  | 178  | 232  | 227  | 247  | 249  | 258  | 249  | 237  |

| 1856 | 1861 | 1872 | 1876 | 1881 | 1886 | 1891 | 1896 | 1901 |
| ---- | ---- | ---- | ---- | ---- | ---- | ---- | ---- | ---- |
| 225  | 219  | 199  | 188  | 188  | 173  | 172  | 168  | 169  |

| 1906 | 1911 | 1921 | 1926 | 1931 | 1936 | 1946 | 1954 | 1962 |
| ---- | ---- | ---- | ---- | ---- | ---- | ---- | ---- | ---- |
| 166  | 152  | 192  | 151  | 176  | 592  | 294  | 118  | 113  |

| 1968 | 1975 | 1982 | 1990 | 1999 | 2006 | 2007 | 2012 | 2017 |
| ---- | ---- | ---- | ---- | ---- | ---- | ---- | ---- | ---- |
| 119  | 123  | 150  | 181  | 148  | 157  | 158  | 169  | 167  |

| 2022 | - | - | - | - | - | - | - | - |
| ---- | - | - | - | - | - | - | - | - |
| 184  | - | - | - | - | - | - | - | - |

## Économie
L'élevage bovin occupe une place significative parmi les ressources locales.

## Culture locale et patrimoine

### Lieux et monuments
- Église Saint-André du XVIIIe siècle possède un chevet du XVIe siècle.
- Chapelle Sainte-Catherine date du XVIIe siècle.
- Fontaine-lavoir double en grès datant de 1866.
- Autres fontaines.
- Nombreuses maisons XVIIIe avec portes charretières en plein cintre.
- Monument aux morts.

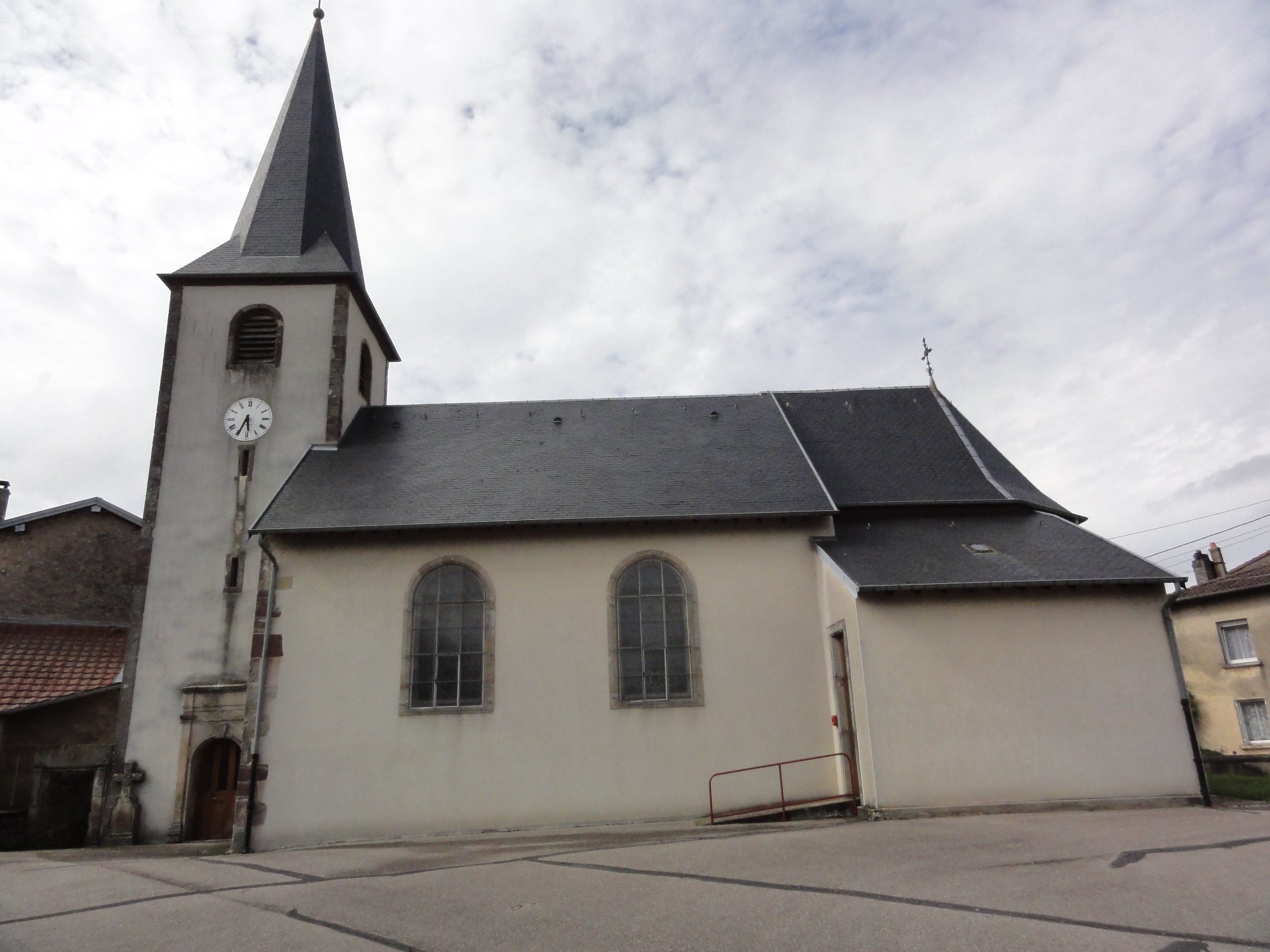
Église Saint-André.
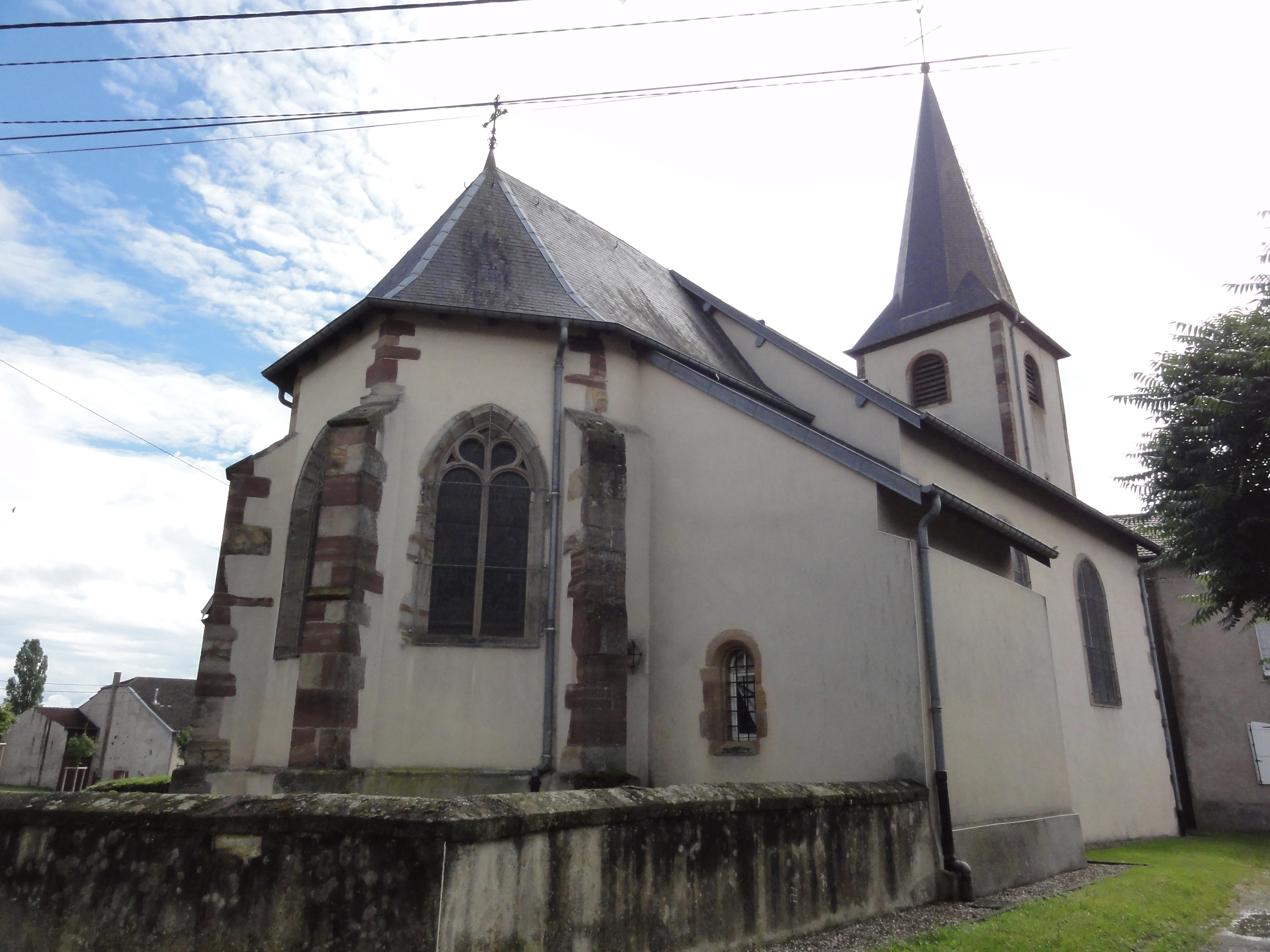
Chevet de l'église Saint-André.
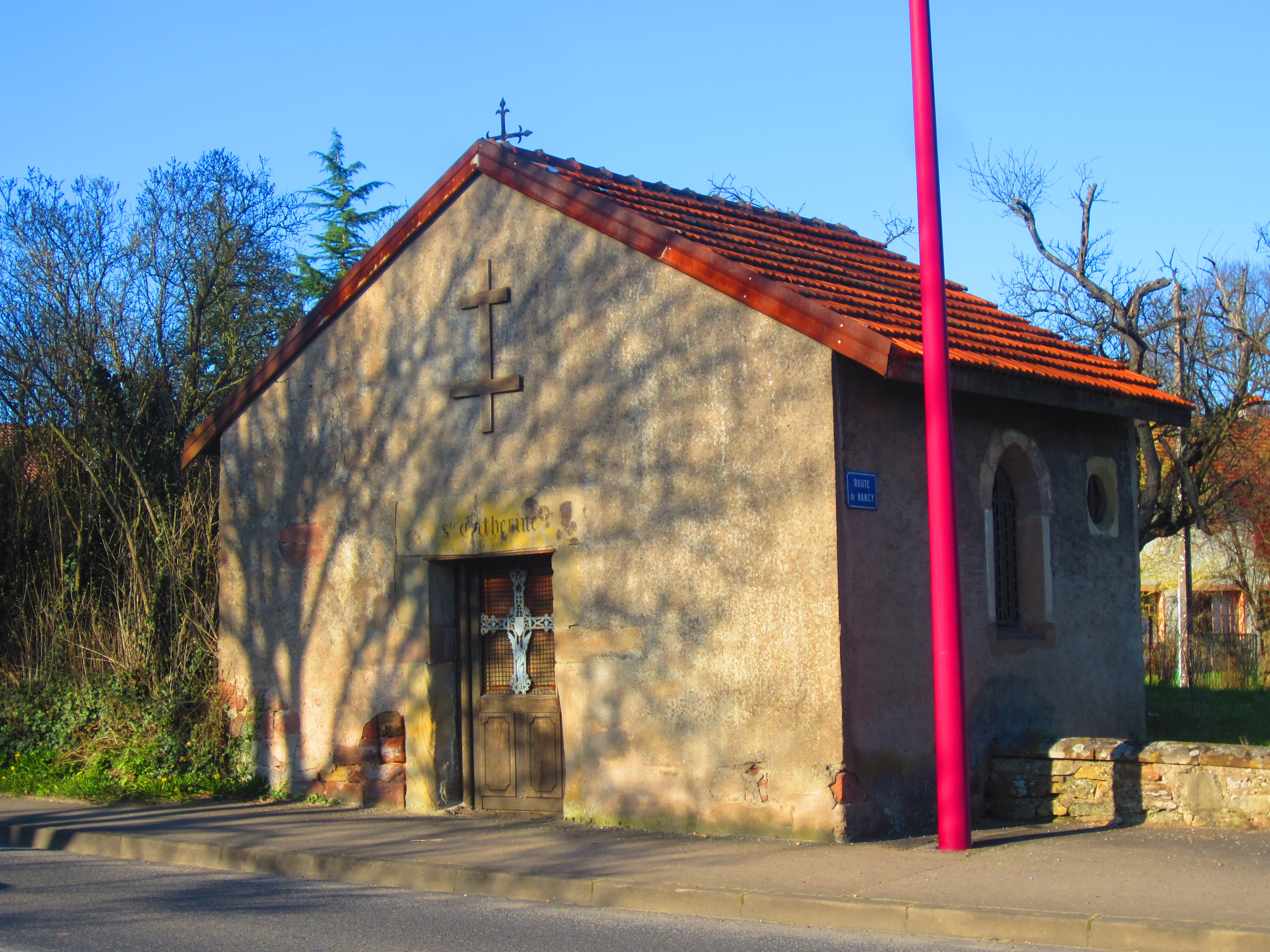
Chapelle Sainte-Catherine.
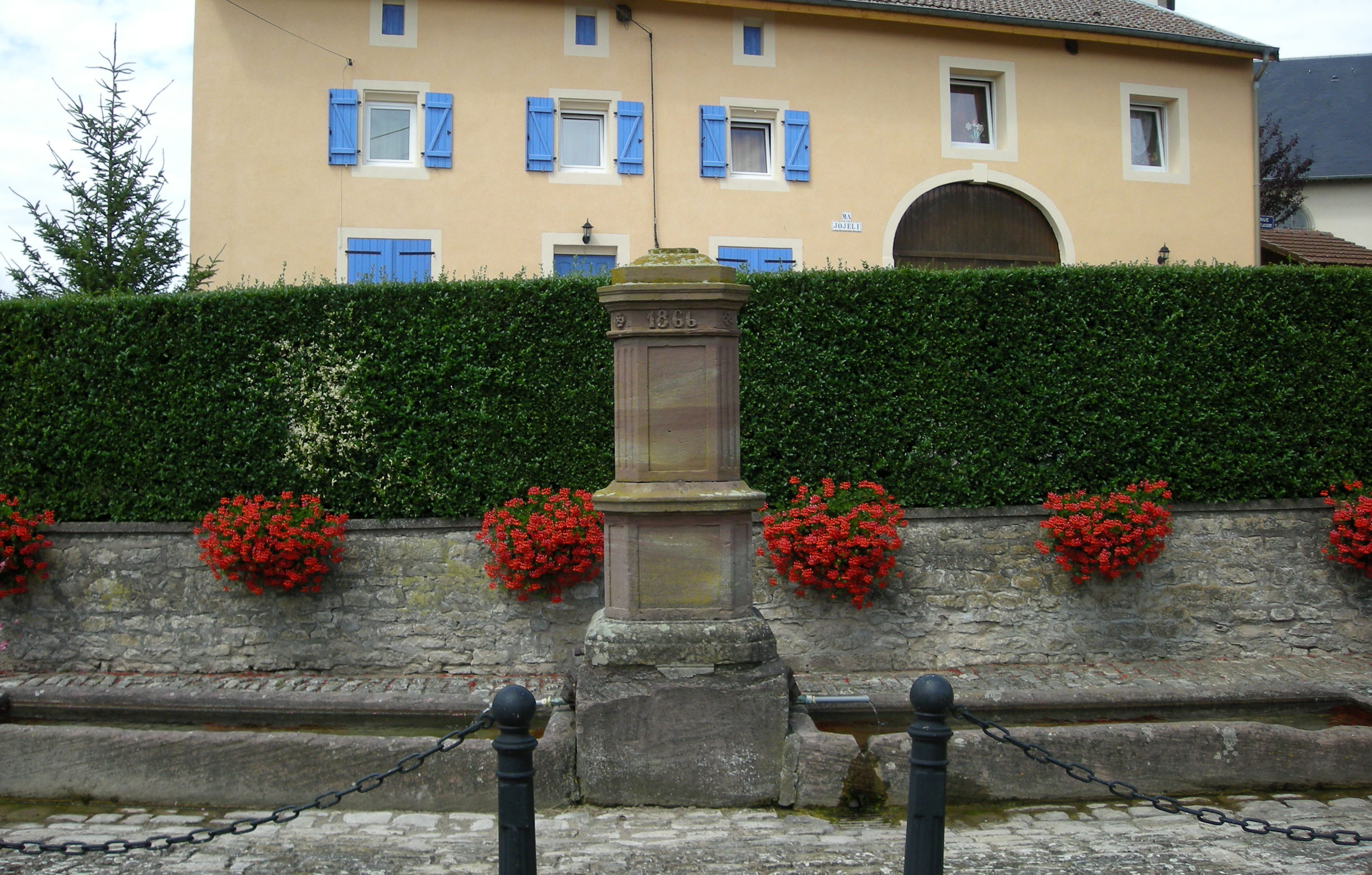
Le lavoir double.
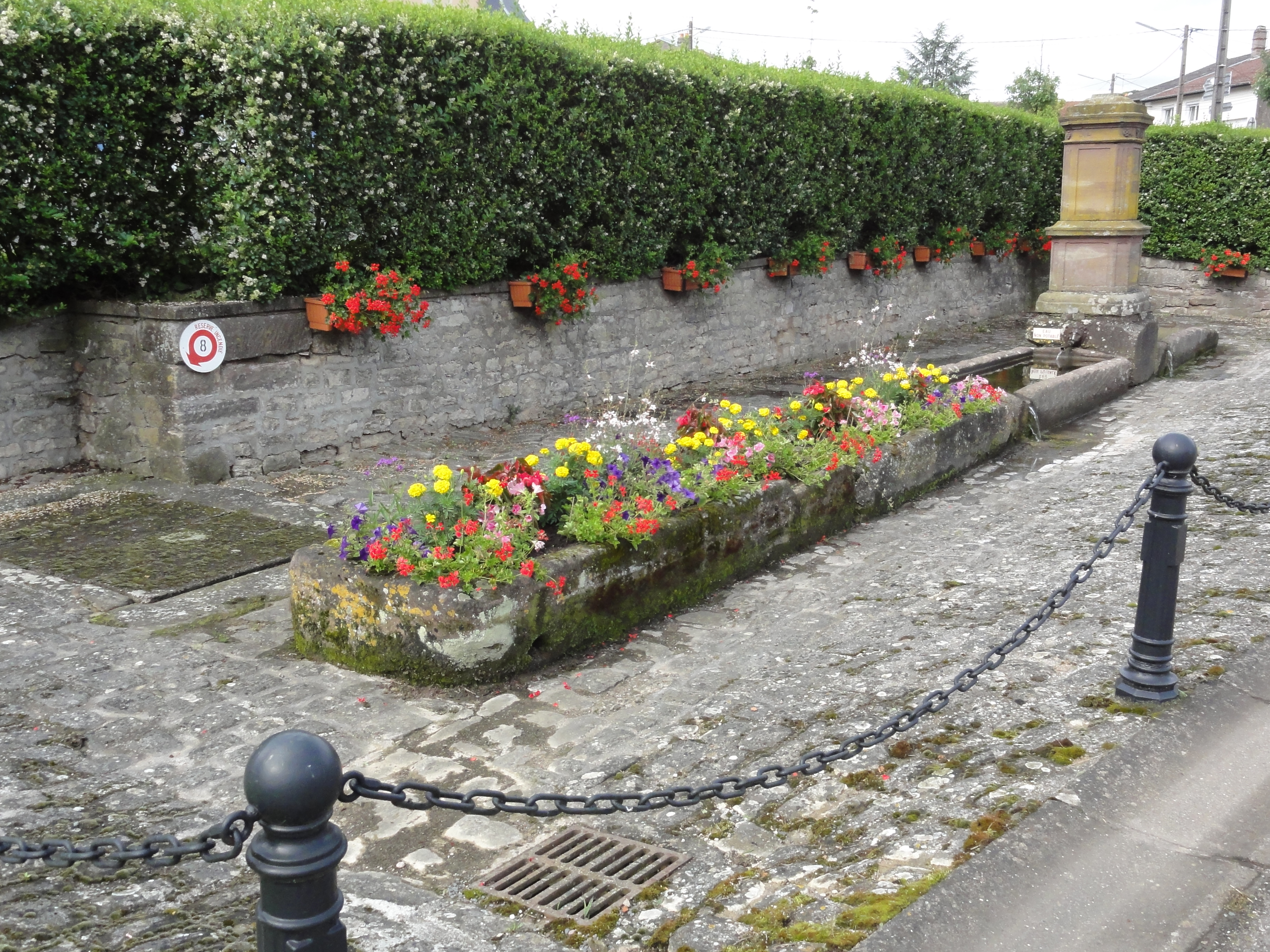
Fontaine fleurie.
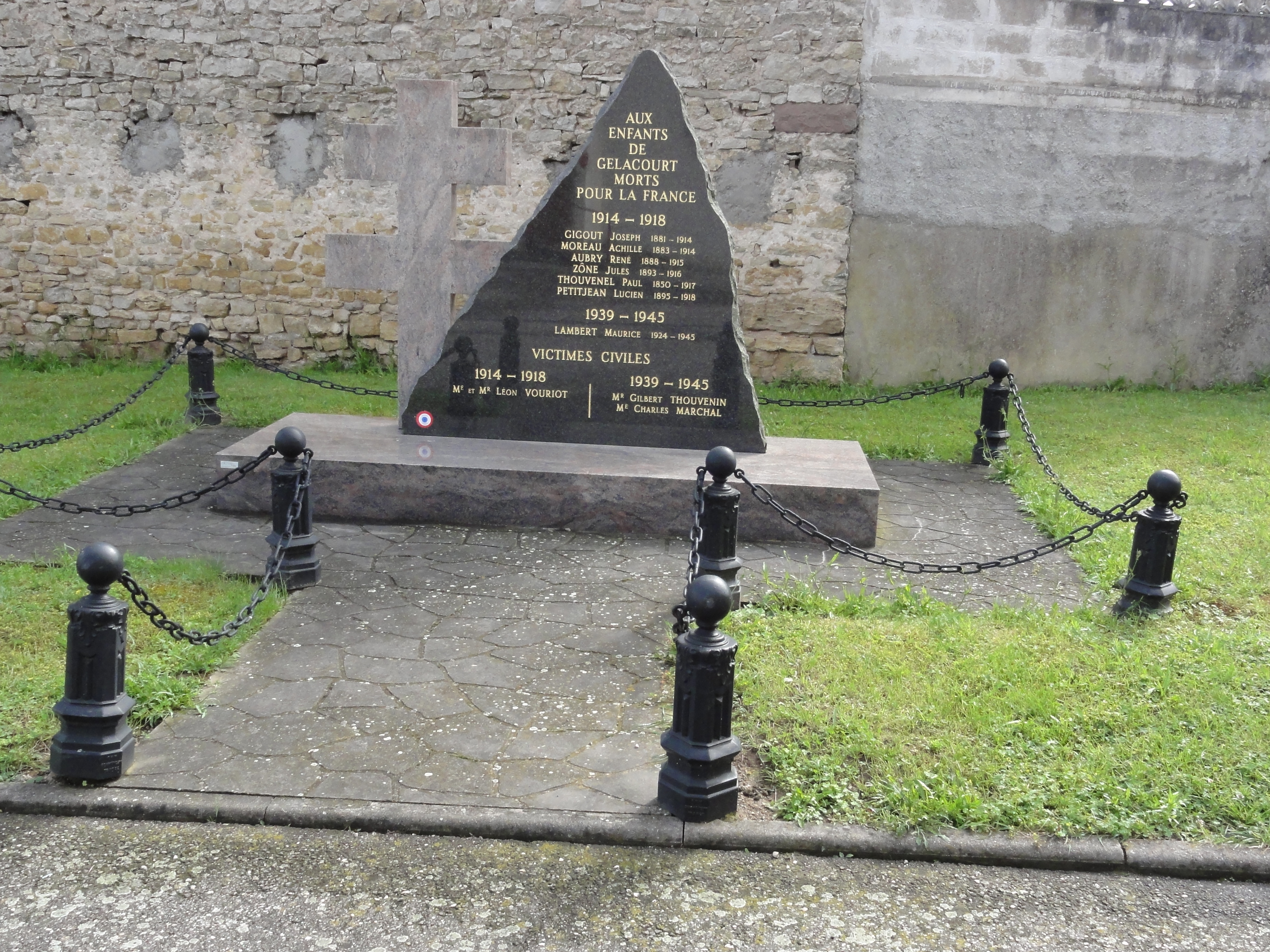
Monument aux morts.

### Héraldique
| Blason de Gélacourt | Blason  | D’argent au sautoir de gueules chargé d’un alérion du champ, cantonné de quatre lionceaux aussi de gueules armés, lampassés et couronnés d’or. |
| Blason de Gélacourt | Détails | Le statut officiel du blason reste à déterminer.                                                                                               |